# جو بييلكي بيترسون
كان السير جوهانس بييلكي بيترسون (13 يناير 1911 – 23 أبريل 2005)، عرف باسم جون بييلكي بيترسون، سياسيًا أستراليًا محافظًا. كان بييلكي بيترسون المحافظ الأطول عمرًا لولاية كوينزلاند والذي شغل المنصب لأطول فترة، إذ بقي في منصبه منذ عام 1968 حتى عام 1987، والتي كانت فترة شهدت خلالها الولاية تطورًا اقتصاديًا ملحوظًا. كان بييلكي بيترسون واحدًا من أشهر الشخصيات في السياسة الأسترالية خلال القرن العشرين وأكثرها إثارة للجدل نظرًا إلى نزعته المحافظة المتصلبة (بما في ذلك دوره في الأزمة الدستورية في أستراليا في عام 1975) وطول مدة مسيرته السياسية والفساد المؤسساتي الذي بات مرادفًا لزعامته اللاحقة.
سيطر حزب بييلكي بيترسون، الحزب الوطني الأسترالي في كوينزلاند، على كوينزلاند على الرغم من تلقيه في أحيان كثيرة عدد أصوات أقل من الأصوات التي نالها الحزبان الرئيسيان الآخرين في الولاية، وقد حقق الحزب تلك النتيجة عبر نظام انتخابي سيء السمعة بسبب سوء الفرز الذي أسفر عن إيلاء قيمة أكبر للأصوات في الريف من الأصوات التي أدلي بها في الدوائر الانتخابية في المدن. أعطى هذا الأثر بيترسون لقب «الدكتاتور القروي». وبصرف النظر عن ذلك، بقي بييلكي بيترسون شخصية ذات شعبية كبيرة بين المقترعين المحافظين، وعلى امتداد السنوات ال 19 التي شغل فيها منصب المحافظ تمكن من مضاعفة عدد المصوتين للحزب الوطني الأسترالي ثلاث مرات وضاعف مرتين نسبة الأصوات التي نالها الحزب. بعد انسحاب الحزب الليبرالي من حكومة الائتلاف في عام 1983، قلل بييلكي بيترسون عدد شركائه السابقين إلى 8 مقاعد فقط في انتخابات أقيمت في وقت لاحق من ذلك العام. في عام 1985، أطلق بييلكي بيترسون حملة للانتقال إلى سياسة فيدرالية لكي يصبح رئيسًا للوزراء، ولو أن الحملة أجهضت في نهاية المطاف.
كان بييلكي بيترسون شخصية مسببة للانقسامات ونال سمعة «سياسي نظام وقانون» مع استخدامه المتكرر لقوات الشرطة ضد التظاهرات في الشوارع وتكتيكات يد من حديد مع اتحادات نقابات العمال، الأمر الذي أدى إلى أوصاف متكررة لكوينزلاند تحت قيادته بأنها ولاية بوليسية. منذ عام 1987 خضعت إدارته لتحقيق من قبل اللجنة الملكية في فساد الشرطة وصلاته مع وزراء حكومة الولاية. لم يتمكن بييلكي بيترسون من التعافي من سلسلة من نتائج للتحقيقات أضرت به واعتزل السياسة في 1 ديسمبر من عام 1987 بعد أن قاوم تصويت ضمن الحزب أطاح به كقائد. تعرض اثنان من وزراء الولاية التابعين له، وأيضًا مفوض الشرطة الذي كان بييلكي بيترسون قد عينه ومنحه في وقت لاحق لقب فارس، للسجن جراء جنح فساد وحوكم بيترسون أيضًا في العام 1991 بسبب شهادة زور عند إدلائه بشهادته أمام اللجنة الملكية، وفشلت هيئة المحلفين في التوصل إلى حكم نظرًا إلى أن رئيس هيئة المحلفين كان عضوًا في الوطنيين الشبان، واعتبر بييلكي بيترسون شديد التقدم في السن لكي يواجه محاكمة ثانية.

## النشأة
ولد بييلكي بيترسون في إقليم هاوكس باي في نيوزيلاندا، وعاش في وايبوكوراو، أحد البلدات الصغيرة في إقليم هاوكس. تنحدر أسرة بييلكي بيترسون الأسترالية من أصل دانماركي.
كان والدا بييلكي بيترسون مهاجرين دانماركيين، وكان والده، كارل (عرف بالنسبة للعائلة باسم جورج)، قسًا لوثريًا. في عام 1913 انتقلت الأسرة إلى أستراليا وأنشأ مزرعة، «بيثاني»، على مقربة من كينغاروي في جنوبي شرق كوينزلاند. 
عانى بييلكي بيترسون الشاب من مرض شلل الأطفال، مما جعله يعيش طوال عمره وهو يعرج. كانت الأسرة فقيرة وكانت الأحوال الصحية لكارل بييلكي بيترسون سيئة في معظم الأحيان. ترك بييلكي بيترسون تعمليه الرسمي في عمر ال 14 للعمل مع أمه في المزرعة، على الرغم من أنه سجل في وقت لاحق في مدرسة المراسلة والتحق بدورة إرشادية في جامعة كوينزلاند في «في الكتابة». درس بييلكي بيترسون في مدارس الأحد وألقى خطبًا بشكل منتظم في البلدات المجاورة وانضم إلى تجمع المناظرات في كينغاروي. 
في عام 1933، بدأ بييلكي بيترسون العمل في استصلاح أرض وزراعة الفول السوداني في أرض ثانية للعائلة كانت قد حصلت عليها حديثًا. أتاحت له جهوده في نهاية المطاف لأن يبدأ العمل كمستصلح أراض بموجب عقد وأن يحصل على رأس مال أكبر استثمره في شراء معدات المزرعة واستكشاف الموارد الطبيعية. وطور تقنية لإزالة الشجيرات بسرعة عن طريق ربط جرافتين بجنزير ثقيل. مع بلوغه عامه الثلاثين، كان بييلكي بيترسون قد أصبح رجل أعمال ومزارعًا ثريًا. مع حصوله على شهادة طيار في وقت مبكر من حياته كبالغ، بدأ بييلكي بيترسون أيضًا بالرش الجوي ونثر بذور العشب لتسريع نمو المراعي في كوينزلاند. 
في أعقاب فشلٍ في استفتاء عام في عام 1944 للفوز بتزكية الحزب الوطني الأسترالي عن مقعد ولاية نانانغو، الواقعة في كينغاروي، انتُخب بييلكي بيترسون في عام 1946 لمجلس كينغاروي شاير، حيث نال مكانة في الحزب الوطني الأسترالي. مع نيله دعم العضو الفيدرالي المحلي ورئيس مجلس شاير السير تشارلز آديرمان والسير فرانك نيكلين، فاز بييلكي بيترسون بتزكية الحزب الوطني الأسترالي عن ولاية نانانغو وانتخب بعد عام في سن ال 36، ومضى ليشارك بصورة منتظمة في برامج حوارية إذاعية وليصبح أمينًا للفرع المحلي للوطنيين. احتفظ بييلكي بيترسون بهذا المقعد، الذي أعيدت تسميته إلى بارامباه في عام 1950، للأربعين عامًا التالية. واحتفظ حزب العمال بالسلطة في كوينزلاند منذ عام 1932 وأمضى بييلكي بيترسون 11 عامًا كعضو في المعارضة.

## الصعود إلى السلطة 1952 – 1970
في 31 من شهر مايو من عام 1952، تزوج بييلكي بيترسون ضاربة الآلة الكاتبة فلورنس جيلمور التي ستصبح في وقت لاحق شخصية سياسية بحكم حقها الشخصي دون الزواج.
في عام 1957، في أعقاب انشقاق داخل حزب العمال، وصل الحزب الوطني الأسترالي إلى السلطة تحت قيادة نيكلين مع الحزب الليبرالي كشريك ثانوي في الائتلاف. كان ذلك انقلابًا في الأوضاع على المستوى الوطني. تعتبر كوينزلاند ولاية البر الأسترالي الأقل مركزية، وكانت المدن الإقليمية تمتلك في ما بينها تعدادًا سكانيًا أكبر من تعداد منطقة بريسبان. في هذه المناطق، كان الحزب الوطني الأسترالي أكثر قوة من الحزب الليبرالي. ونتيجة لذلك، كان الحزب الوطني الأسترالي تاريخيًا الحزب الأكبر بين الحزبين غير العماليين، وكان شريكًا أقدم في الائتلاف منذ عام 1925.
في عام 1963، عين نيكلين بييلكي بيترسون وزيرًا للأعمال والإسكان، وقد كانت تلك حقيبة منحته الفرصة لإسداء الجمائل وكسب ولاء أعضاء البرلمان عبر الموافقة على بناء المدارس ومراكز الشرطة والإسكان العام في دوائرهم الانتخابية. وفي أوقات مختلفة شغل أيضًا منصب وزير بالنيابة للتعليم والشرطة ووزارة شؤون للسكان الأصليين وسكان الجزر، والحكومة المحلية ووزارة الحفاظ على الموارد الطبيعية ووزارة العمل ووزارة الصناعة. وسيبقى يشغل منصبًا في الحكومة دون انقطاع حتى تقاعده في عام 1987. فقط توماس بلايفورد الرابع، الذي شغل منصبًا في حكومة جنوب أستراليا دون انقطاع منذ عام 1938 حتى عام 1965، بقي فترة أطول كوزير حكومة للولاية أو كوزير فيدرالي. 
تقاعد نيكلين في شهر يناير من عام 1968 وخلفه كمحافظ وكقائد للحزب الوطني الأسترالي جاك بيزي، انتخب بييلكي بيترسون دون معارضة كنائب لقائد الحزب الوطني الأسترالي. في 31 من شهر يوليو من عام 1968، بعد 7 أشهر فقط في منصبه، تعرض بيزي لأزمة قلبية وتوفى. أدى نائب المحافظ والقائد الليبرالي جوردون تشالك القسم كمحافظ مؤقت. كان الحزب الوطني الأسترالي يمتلك 27 مقعدًا في البرلمان، في حين كان الليبراليون يمتلكون 20 مقعدًا. وعلى الرغم من ذلك، كان هناك بعض الجدل حول إذا كان ينبغي أن ينال الليبراليون مكانة رفيعة المستوى، وهو ما كان سيجعل تشالك محافظًا بموجب حقه الشخصي. توترت الأمور حين هدد بييلكي بيترسون، الذي انتخب قائدًا للحزب الوطني الأسترالي بعد أيام على وفاة بيزي، بانسحاب الحزب الوطني الأسترالي من الائتلاف ما لم يصبح محافظًا. بعد مرور 7 أيام وافق تشالك على ما كان أمرًا محتمًا، وأدى بييلكي بيترسون القسم كمحافظ في 8 من شهر أغسطس من عام 1968. وبقي في منصب وزير الشرطة. 

### صراع مصالح، تمرد الحزب
في غضون أشهر بعد أن أصبح محافظًا، واجه بييلكي بيترسون أولى المواقف المثيرة للجدل التي تعرض لها باتهامات بصراع مصالح. في شهر أبريل من عام 1959، وفي حين كان ما يزال عضوًا في البرلمان، كان بييلكي بيترسون قد دفع 2 جنيه إسترليني للسلطة المسؤولة عن بيع الغاز، الأمر الذي منحه الحق في التنقيب عن النفط على امتداد مساحة 150 ألف كيلومتر مربع بالقرب من هوغندن في أقصى شمال كوينزلاند.